# Be the One (пісня Дуа Ліпи)
«Be the One» — пісня англійської співачки Дуа Ліпи з її дебютного студійного альбому Dua Lipa (2017). Вона була написана Люсі Тейлор, Digital Farm Animals та Джеком Террентом, та спродюсована Digital Farm Animals. Пісня була випущена 30 жовтня 2015 як перший сингл альбому.
Сингл потрапив у чарти по всій континентальній Європі та Австралії. Після потрапляння до сучасних радіостанцій у Великій Британії 30 грудня 2016, «Be the One» потрапив до UK Singles Chart уперше, зайнявши дев'яте місце. Це також другий сингл Дуа Ліпи, що потрапив у Billboard Hot Dance Club Songs у США.

## Чарти

### Тижневі чарти
| Чарт (2016–17)                            | Найвища позиція |
| ----------------------------------------- | --------------- |
| Аргентина (Monitor Latino)                | 5               |
| Австралія (ARIA)                          | 6               |
| Австрія (Ö3 Austria Top 75)               | 7               |
| Бельгія (Ultratop Flanders)               | 1               |
| Бельгія (Ultratop Wallonia)               | 42              |
| Чехія (IFPI)                              | 12              |
| Чехія (Singles Digitál Top 100)           | 50              |
| Finnish Airplay (Radiosoittolista)        | 55              |
| Франція (SNEP)                            | 42              |
| Німеччина (Official German Charts)        | 11              |
| Greece Digital Songs (Billboard)          | 9               |
| Угорщина (Rádiós Top 40)                  | 5               |
| Угорщина (Single Top 40)                  | 3               |
| Ірландія (IRMA)                           | 25              |
| Італія (FIMI)                             | 28              |
| Luxembourg Digital Songs (Billboard)      | 8               |
| Нідерланди (Dutch Top 40)                 | 5               |
| Нідерланди (Mega Single Top 100)          | 11              |
| Нова Зеландія (RIANZ)                     | 20              |
| Польща (Polish Airplay Top 100)           | 1               |
| Португалія (AFP)                          | 70              |
| Румунія (Airplay 100)                     | 13              |
| Шотландія (Official Charts Company)       | 4               |
| Словаччина (IFPI)                         | 1               |
| Словаччина (Singles Digitál Top 100)      | 35              |
| Словенія (SloTop50)                       | 2               |
| Іспанія (PROMUSICAE)                      | 20              |
| Швеція (Sverigetopplistan)                | 100             |
| Швейцарія (Media Control AG)              | 11              |
| Велика Британія (Official Charts Company) | 9               |
| США (Hot Dance Club Songs) (Billboard)    | 1               |
| США (Mainstream Top 40) (Billboard)       | 40              |

### Річні чарти
| Чарт (2016)                      | Позиція |
| -------------------------------- | ------- |
| Австралія (ARIA)                 | 52      |
| Австрія (Ö3 Austria Top 40)      | 53      |
| Бельгія (Ultratop 50 Flanders)   | 10      |
| Germany (Official German Charts) | 72      |
| Угорщина (Rádiós Top 40)         | 12      |
| Угорщина (Single Top 40)         | 18      |
| Італія (FIMI)                    | 80      |
| Нідерланди (Dutch Top 40)        | 27      |
| Нідерланди (Single Top 100)      | 50      |
| Польща (Polish Airplay Top 100)  | 3       |
| Словенія (SloTop50)              | 15      |
| Швейцарія (Schweizer Hitparade)  | 51      |

| Чарт (2017)                          | Позиція |
| ------------------------------------ | ------- |
| UK Singles (Official Charts Company) | 50      |
| US Dance Club Songs (Billboard)      | 2       |

## Сертифікації
| Регіон | Сертифікація  | Продажі |
| --- | ------------- | ------- |
| Австралія (ARIA) | 2× Платиновий | 140 000 |
| Бельгія (BEA) | Платиновий    | 0       |
| Канада (Music Canada) | Золотий       | 0       |
| Данія (IFPI Denmark) | Золотий       | 45 000  |
| Німеччина (BVMI) | Золотий       | 200 000 |
| Італія (FIMI) | 2× Платиновий | 100 000 |
| Нідерланди (NVPI) | 2× Платиновий | 60 000  |
| Нова Зеландія (RIANZ) | Золотий       | 7500*   |
| Польща (ZPAV) | 2× Платиновий | 40 000  |
| Швеція (IFPI Sweden) | Золотий       | 20 000  |
| Велика Британія (BPI) | Платиновий    | 600 000 |
| *продажі, що базуються лише на сертифікаціях · ^відвантаження, що базуються лише на сертифікаціях · продажі+прослуховування, що базуються лише на сертифікаціях |               |         |